# Grzegorz Sierzputowski
Grzegorz Sierzputowski (ur. 26 lutego 1975 w Ełku) – polski aktor filmowy i teatralny.
Absolwent Akademii Teatralnej im. Aleksandra Zelwerowicza w Warszawie. Związany z teatrami w Warszawie (Teatr Galeria GO), Ełku (Teatr im. Węgrzyna) i Sopocie (Teatr Stajnia Pegaza). Kierownik teatru Politechniki Warszawskiej. Od 2015 prezes Fundacji Teatru Trans-Atlantyk.
W 2006 r. został nagrodzony pierwszą nagrodą Złotej Misy Borowiny w kategorii indywidualnych dokonań twórczych – za monodram Teraz ja w Teatrze Stajnia Pegaza w Sopocie.

## Filmografia
- 1998: Złoto dezerterów – reż. Janusz Majewski
- 1998: Siedlisko – reż. Janusz Majewski
- 2003: Na Wspólnej – reż. Filip Zylber i Robert Klenner
- 2005: Codzienna 2 m. 3 – reż. Kinga Lewińska

### Gościnnie
- 1997–2006: Klan – reż. Paweł Karpiński i Wojciech Pacyna
- 1999–2009: Rodzina zastępcza – reż. Wojciech Adamczyk i Michał Kwieciński
- 2002–2006: Samo życie – reż. Wojciech Nowak i Maciej Pieprzyca
- 2003: Bao-Bab, czyli zielono mi – plutonowy (odc. 2, 8 i 9)
- 2004: Talki z resztą – reż. Filip Zylber
- 2005: Kryminalni – „Bolec”, członek bandy (odc. 22)
- 2005: Dziki 2: Pojedynek – reż. Krzysztof Lang i Haider Rizvi
- 2010: Czas honoru – pucybut (odc. 34)
- 2010: Duch w dom – krytyk teatralny (odc. 5)
- 2011: Szpilki na Giewoncie – stylista